# Giovanni Vecchina
Giovanni Vecchina (Venecia, Provincia de Venecia, Italia, 19 de agosto de 1902 - Vicenza, Provincia de Vicenza, Italia, 5 de abril de 1973) fue un futbolista y director técnico italiano. Se desempeñaba en la posición de delantero.

## Selección nacional
Fue internacional con la selección de fútbol de Italia en 2 ocasiones. Debutó el 2 de diciembre de 1928, en un encuentro amistoso ante la selección de los Países Bajos que finalizó con marcador de 3-2 a favor de los italianos.

## Clubes

### Como futbolista
| Club            | País   | Año         |
| --------------- | ------ | ----------- |
| Venezia F. C.   | Italia | 1919 - 1922 |
| Petrarca Padova | Italia | 1922 - 1924 |
| Calcio Padova   | Italia | 1924 - 1930 |
| Juventus F. C.  | Italia | 1930 - 1933 |
| Torino F. C.    | Italia | 1933 - 1935 |
| A. S. Biellese  | Italia | 1935 - 1936 |
| Venezia F. C.   | Italia | 1937 - 1938 |
| U. S. Palmese   | Italia | 1938 - 1939 |
| U. S. Siracusa  | Italia | 1939 - 1940 |

### Como entrenador
| Club            | País   | Año         |
| --------------- | ------ | ----------- |
| U. S. Palmese   | Italia | 1938 - 1939 |
| U. S. Siracusa  | Italia | 1939 - 1940 |
| Rovigo Calcio   | Italia | 1942 - 1943 |
| Vicenza Calcio  | Italia | 1946 - 1947 |
| S. S. C. Napoli | Italia | 1947 - 1948 |
| A. C. Pistoiese | Italia | 1949 - 1950 |

## Palmarés

### Como futbolista

#### Campeonatos nacionales
| Título  | Club           | País   | Año     |
| ------- | -------------- | ------ | ------- |
| Serie A | Juventus F. C. | Italia | 1930-31 |
| Serie A | Juventus F. C. | Italia | 1931-32 |
| Serie A | Juventus F. C. | Italia | 1932-33 |